# Parafia św. Michała Archanioła w Sieroszowie
Parafia św. Michała Archanioła w Sieroszowie – parafia znajdująca się w dekanacie ząbkowickim północnym w diecezji świdnickiej. Erygowana w XVI w., a jej faktyczną siedzibą jest wieś Stolec. Proboszczem jest ks. mgr Mateusz Szwed. 

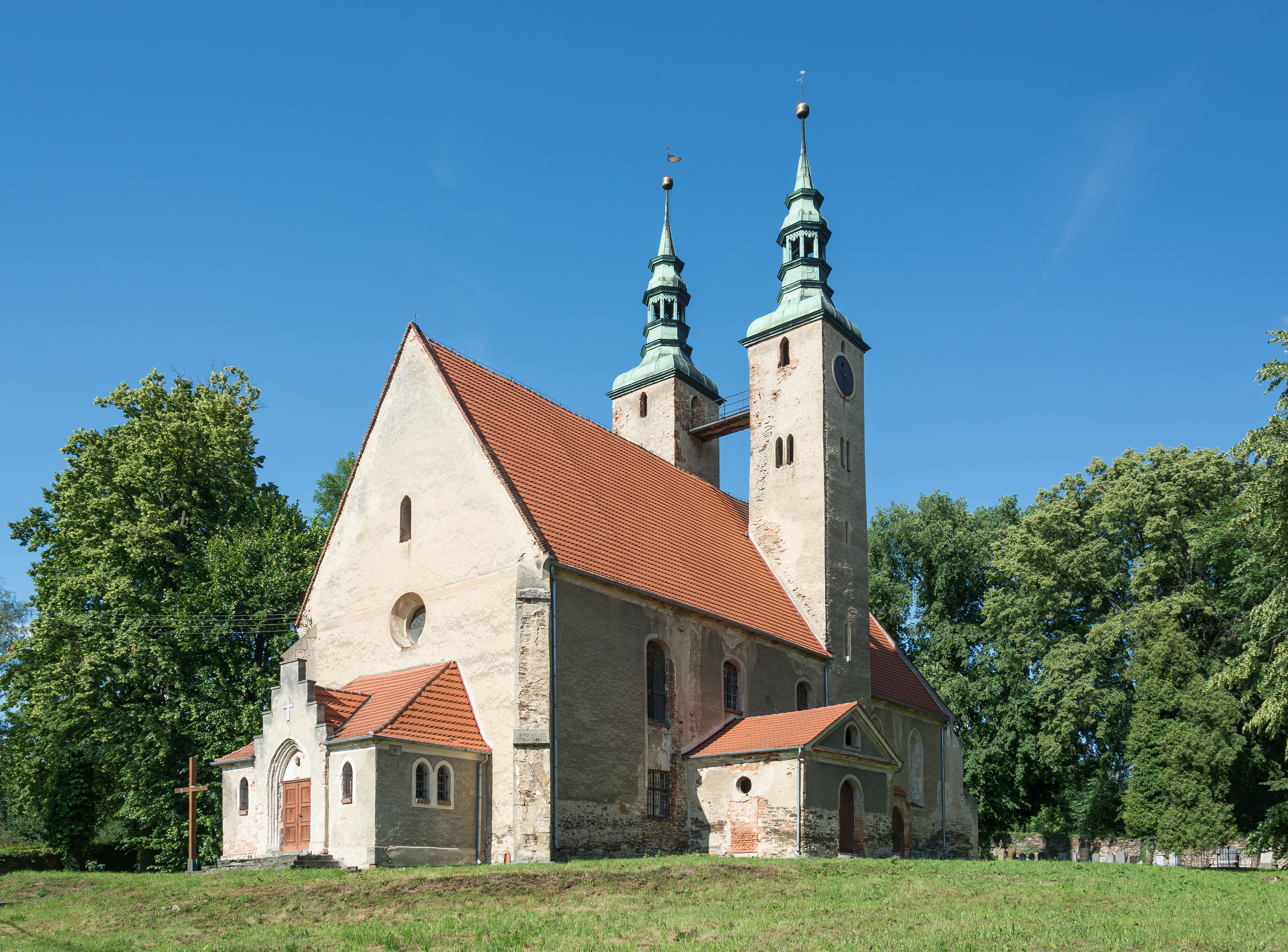
Kościół filialny w Stolcu